# Chính sách thị thực của Gruzia
Du khách đến Gruzia phải xin thị thực từ phái bộ ngoại giao Gruzia trừ khi họ đến từ một trong những quốc gia được miễn thị thực. Du khách phải sở hữu hộ chiếu (hoặc thẻ căn cước đối với công dân Thổ Nhĩ Kỳ và EU) có hiệu lực trong khoảng thời gian ở lại, trong khi công dân Gruzia có thể nhập cảnh với một hộ chiếu hoặc thẻ căn cước có hiệu lực hoặc thẻ căn cước.

## Bản đồ chính sách thị thực

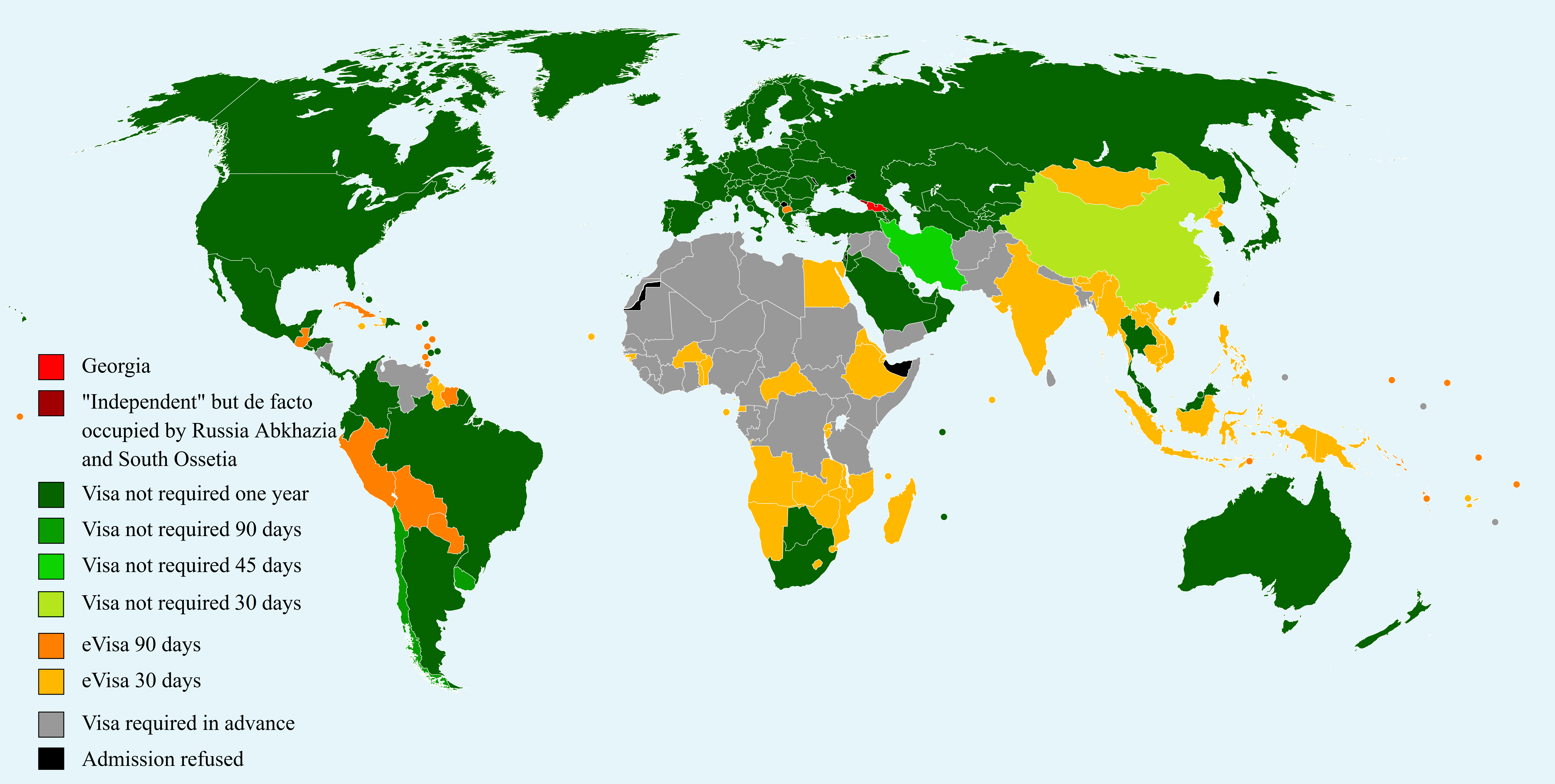
Chính sách thị thực Gruzia

## Chính sách thị thực
Công dân của các quốc gia và vùng lãnh thổ sau có thể đến Gruzia mà không cần thị thực một năm (trừ khi có chú thích):
| - Tất cả công dân Liên minh Châu Âu 1 - Albania - Andorra - Antigua và Barbuda - Argentina - Armenia - Úc - Azerbaijan - Bahamas - Bahrain - Barbados - Belarus - Belize - Bosnia và Herzegovina - Botswana - Brazil - Brunei - Canada - Chile (90 ngày) - Colombia - Costa Rica - Cộng hòa Dominica - Ecuador | - El Salvador - Honduras - Iceland - Iran (45 days) - Israel - Nhật Bản - Jordan - Kazakhstan - Kuwait - Kyrgyzstan - Liban - Liechtenstein - Malaysia - Mauritius - Mexico - Moldova - Monaco - Montenegro - New Zealand - Na Uy - Oman - Panama - Qatar | - Nga - Saint Vincent và Grenadines - San Marino - Ả Rập Xê Út - Serbia - Seychelles - Singapore - Nam Phi - Hàn Quốc - Thụy Sĩ - Tajikistan - Thái Lan - Thổ Nhĩ Kỳ 1 - Turkmenistan - Các Tiểu vương quốc Ả Rập Thống nhất - Ukraina - Công dân Lãnh thổ hải ngoại thuộc Anh 2 - Hoa Kỳ - Uruguay (90 ngày) - Uzbekistan - Thành Vatican |  |

1 — có thể đến bằng thẻ căn cước.

2 — áp dụng với người sở hữu hộ chiếu Bermuda, Quần đảo Virgin thuộc Anh, Quần đảo Cayman, Quần đảo Falkland, Gibraltar và Quần đảo Turks và Caicos.
Miễn thị thực cũng được áp dụng với:
- Georgian diaspora là công dân của các quốc gia cần thị thực – ở lại không quá 30 ngày
- Người sở hữu laissez-passer của Liên Hợp Quốc trong một năm
- Người với trạng thái tị nạn tại Gruzia
- Người sở hữu hộ chiếu ngoại giao hoặc công vụ của Trung Quốc, Ai Cập, Guyana, Indonesia, Iran và Peru.

Thỏa thuận giữa Gruzia và Paraguay về miễn thị thực song phương với người sở hữu hộ chiếu ngoại giao và công vụ được ký vào tháng 9 năm 2016 vầ nó chưa được thông qua.

## Thống kê du khách
Hầu hết du khách đến Gruzia đều đến từ các quốc gia sau:
| Quốc gia    | 2017      | 2016      | 2015      | 2014      |
| ----------- | --------- | --------- | --------- | --------- |
| Armenia     | 1.718.016 | 1.496.246 | 1.468.888 | 1.325.635 |
| Azerbaijan  | 1.694.998 | 1.523,075 | 1.393.257 | 1.283.214 |
| Nga         | 1.392.610 | 1.037.564 | 926.144   | 811.621   |
| Thổ Nhĩ Kỳ  | 1.246.745 | 1.254.089 | 1.391.721 | 1.442.695 |
| Iran        | 322.938   | 147.915   | 25.273    | 47.929    |
| Ukraina     | 193.002   | 172.631   | 141.734   | 143.521   |
| Israel      | 125.319   | 92.213    | 59.487    | 42.385    |
| Ấn Độ       | 59.732    | 36.410    | 12.114    | 4.679     |
| Ả Rập Xê Út | 56.247    | 21.257    | 9.850     | 5.485     |
| Kazakhstan  | 56.765    | 48.809    | 36.777    | 28.394    |
| Tổng        | 7.554.936 | 6.360.503 | 5.901.094 | 5.515.559 |